# حالت برایی
حالت برایی (به انگلیسی: Dative case) حالت دستوری اسم یا گروه اسمی است که دریافت‌کننده را مشخص می‌کند. در زبان فارسی گروه‌های حرف اضافه‌ای که دارای حرف اضافه‌های «برای» و «به» هستند، می‌توانند عملکرد حالت برایی را داشته باشند. همچنین نقش‌نمای را در فارسی گاهی بعنوان نشان حالت برایی در فارسی عمل می‌کند.

## نمونه‌ها

### زبان ترکی آذربایجانی
در زبان ترکی آذربایجانی، به‌جای استفاده از حرف اضافه «برای، با» در فارسی، پسوندهایی به آن چسبیده می‌شوند. این پسوندها باید مطابق با قانون هماهنگی واکه‌ها و در هماهنگی با آخرین واکهٔ واژه‌ای که به آن می‌چسبند باشند. قوانین و توصیه‌های رسم‌الخطی در نوشتار پسوندها در این بخش توضیح داده شده‌است.
| حالت                      | پسوند | حالات ممکن    | کتاب «کتاب» | ائو «خانه» | دوْست «دوست» | گؤز «چشم» | آتا «پدر» | پنجره «پنجره» | بوْرجلو «بدهکار» | کؤنوللو «داوطلب» |
| ------------------------- | ----- | ------------- | ----------- | ---------- | ----------- | --------- | --------- | ------------- | --------------- | ---------------- |
| اسمی                      | —     | —             | کتاب        | ائو        | دوست        | گؤز       | آتا       | پنجره         | بوْرجلو          | کؤنوللو          |
| برایی (مفعولی غیر مستقیم) | -YA   | -ا/-یا، ه/-یه | کتابا       | ائوه       | دوْستا       | گؤزه      | آتایا     | پنجره‌یه       | بوْرجلویا        | کؤنوللویه        |

| حالت                      | پسوند | حالات ممکن   | kitab «کتاب» | ev «خانه» | dost «دوست» | göz «چشم» | ata «پدر» | pəncərə «پنجره» | borclu «بدهکار» | könüllü «داوطلب» |
| ------------------------- | ----- | ------------ | ------------ | --------- | ----------- | --------- | --------- | --------------- | --------------- | ---------------- |
| اسمی                      | —     | —            | kitab        | ev        | dost        | göz       | ata       | pəncərə         | borclu          | könüllü          |
| برایی (مفعولی غیر مستقیم) | -YA   | -(y)ə, -(y)a | kitaba       | evə       | dosta       | gözə      | ataya     | pəncərəyə       | borcluya        | könüllüyə        |

### زبان انگلیسی امروزی
در زبان انگلیسی امروزی، یک مفعول غیرمستقیم معمولاً با to یا for بیان می‌شود. اگر با مفعول گروه حرف اضافه‌ای موجود باشد، مفعول غیرمستقیم می‌تواند با قرار گرفتن در میان فعل و مفعول مستقیم (صریح) بیان شود. به‌عنوان نمونه "He gave that to me" و "He built a snowman for me" دقیقاً مانند این است که بگوییم "He gave me that" و  "He built me a snowman". در این‌جا ضمیر مفعولی me در یک حالت برایی است.

### زبان آلمانی
به‌طور کلی در زبان آلمانی حالت برایی برای برجسته‌سازی مفعول غیرمستقیم یک جمله بکار می‌رود. مثلاً:
- Ich schickte dem Mann(e) das Buch. (من کتاب را «به مرد» فرستادم.) – مذکر
- Ich gab der Frau den Stift zurück. (من خودکار را «به زن» پس‌فرستادم.) – مؤنث
- Ich überreiche dem Kind(e) ein Geschenk. (من هدیه‌ای «به کودک» دادم.) – خنثی

برخی از حروف اضافه در زبان آلمانی هستند که پس از آن‌ها ۱۰۰٪ حالت برایی استفاده می‌شود. این حروف عبارتند از:
aus, außer, bei, entgegen, mit, nach, seit, von, zu, gegenüber.
برخی از حروف اضافه هم هستند که ممکن است پس از آن‌ها حالت برایی پیش آید:
an, auf, hinter, in, neben, über, unter, vor, zwischen.
چنانچه حروف اضافهٔ دستهٔ دوم برای اشاره به سمت جایی باشند (حرکت و فعالیت انجام شود) حالت مفعولی پیش می‌آید (نمونه: Ich lege das Buch auf den Tisch)، و چنانچه به مکان کنونی اشاره داشته باشند، حالت برایی استفاده می‌شود (نمونه: Das Buch liegt auf dem Tisch).
تمام حروف تعریف زبان آلمانی در حالت برایی تغییر می‌کنند:
|                  | مذکر   | مؤنث   | خنثی   | جمع    |
| ---------------- | ------ | ------ | ------ | ------ |
| حرف تعریف معین   | dem    | der    | dem    | den    |
| حرف تعریف نامعین | einem  | einer  | einem  | Ø      |
| حرف تعریف منفی   | keinem | keiner | keinem | keinen |

برخی افعال آلمانی برای مفعول مستقیمشان به حالت برایی نیاز دارند. برخی از نمونه‌های رایج عبارتند از: folgen، helfen، و antworten.
حالت برایی برای افعال بازتابی (sich) هم استفاده می‌شود. نمونه:
- Ich wasche mich. - حالت مفعولی (خودم را می‌شویم.)
- Ich wasche mir die Hände. - حالت برایی (دست‌هایم را می‌شویم.)

پایان صفت‌ها هم در حالت برایی تغییر می‌کند که به صورت زیر است:
| صفت در حالت برایی | مذکر | مؤنث | خنثی | جمع |
| ----------------- | ---- | ---- | ---- | --- |
| تصریف ضعیف        | -en  | -en  | -en  | -en |
| تصریف مختلط       | -en  | -en  | -en  | -en |
| تصریف قوی         | -em  | -er  | -em  | -en |